# Трэшер, Джон
Джон Джеймс Трэшер (англ. John James Thrasher; 24 февраля 1818 года — 13 ноября 1899 года) — основатель города Норкросс, штат Джорджия, США, и один из первых поселенцев Атланты. Известный предприниматель американского Юго-Востока.

## Основание Атланты
В 1839 году Трэшер был нанят Western and Atlantic Railroad. Его работники жили в местности, которая в настоящее время является центром Атланты. Трэшер построил несколько домов для своих работников и открыл магазин. Среди местных жителей поселение носило название Трэшервиль (англ. Thrasherville), в то время как официально именовалось Терминус (англ. Terminus). Оно стало первым реализованным проектом застройки на данной территории. В настоящее время на этом месте на Мариетта-стрит, напротив ассоциация адвокатов Джорджии, сразу после Филипс-арены стоит памятный знак.
Трэшер приобрел крупный участок земли в Уайтхолле, на котором сейчас располаается Уэст-Энд, район Атланты к юго-западу от центра города. Этот район первоначально должен был стать нулевым километром железной дороги, и Трэшер ожидал достаточный приток покупателей для своего магазина и продажи участков. Однако в 1842 году Лемуил П. Грант, железнодорожный служащий, пожертвовал железной дороге земли к северо-востоку от Уайтхолла, и конечная остановка была перенесена. Трэшер был настолько раздражён этим фактом, что он продал свою землю со значительной потерей в цене и переехал в Гриффин, штат Джорджия.
В 1844 Трэшер женился и переехала обратно в Атланту, где открыл ещё один магазина на Пичтри-стрит. Он включился в местную политическую жизнь и стал членом законодательного собрания от округа Фултон. После Гражданской войны в США и разрушения Атланты он оказался ещё сильнее вовлечён в политическую жизнь Атланты. При его участии в Атланте была открыта первая тюрьма, первая школа и трамвай.

## Основание Норкросса
В 1870 Трэшер переехал на северо-восток от Атланты вдоль линии Richmond and Danville Railroad и основал город Норкросс, который названный в честь своего друга Джонатана Норкросс, четвёртого мэра Атланты. Трэшер был избран первым мэром Норкросса. Трэшер быстро превратил города в место отдыха, открыв курортный отель. Он щедро финансировал развитие города, основал в нём первую баптистскую церковь, предоставил дома священников и выделил земли в центре города под городской парк, который теперь называется в его честь — Трэшер-парк. Между Атлантой и Норкроссом ежедневно курсировал пассажирский поезд, возможно, ставший первым пригородным поездом в Джорджии.

## Поздние годы
В 1878 году страсть к путешествиям заставила Трэшера вновь собраться в дорогу. Он уехал в Сентрал, штат Южная Каролина, где построил ресторан на железнодорожной линии, которая соединяла Атланту и Вашингтон, округ Колумбия. В конце 1880-х годов Трэшер и его жена уехали вслед за сыновьями в Дейд-Сити, штат Флорида, где занялись выращиванием апельсинов. Однако Трэшер не отказался от связей в железнодорожной отрасли и сыграл важную роль в проведении железной дороги в этот город.. 13 ноября 1899 года Джог Трэшер умер в Дейд-Сити на 82-м году жизни.
Среди родственником Джона Трэшера — Роберт и Джордж Вудрафф, правнуки его двоюродной сестры Кэролайн Трэшер. Роберт Вудрафф — известный филантроп Атланты, генеральный директор компании Кока-Кола с 1923 по 1939 годы.
Потомки Джона Трэшер создали Ассоциацию семьи Трэшер, которая проводит ежегодные встречу и издает ежеквартальный информационный бюллетень.